# Laomedonte de Mitilene
Laomedonte de Mitilene foi um governador da Síria apontado por Pérdicas e Antípatro,  que foi deposto e capturado por Nicanor, general de Ptolomeu I Sóter.
Logo após a morte de Alexandre, o Grande, Arrideu, meio-irmão de Alexandre, foi escolhido para ser seu sucessor no império, assumindo o nome de Filipe Arrideu mas ele tinha uma doença mental incurável, e Pérdicas, a quem Alexandre havia entregue seu anel quando morreu, foi escolhido como regente. Pérdicas escolheu os sátrapas do império, e Laomedonte de Mitilene recebeu a Síria.
Após os assassinato de Pérdicas, Antípatro tornou-se o regente do império e confirmou Laomedonte como sátrapa da Síria.
Ptolomeu, filho de Lago, porém, estava controlando o Egito como um território próprio, e, percebendo que a Fenícia e a Celessíria poderiam ser usadas como base para atar o Egito,  enviou um exército, comandado por seu amigo Nicanor, contra a Síria; Laomedonte foi capturado, a Síria dominada, e a Fenícia se submeteu, aceitando guarnições egípcias em suas cidades.